# 다시..올래
"다시..올래"는 2018년에 개봉한 대한민국의 영화이다.

## 캐스팅
- 이채은 : 유정 역
- 신유주 : 예지 역
- 윤준호 : 지호 역
- 석호진 : 순선 역
- 김동희 : 윤상호 역
- 김영환 : 이 대위 역
- 정영기 : 정 하사 역
- 문상호 : 박 코치 역
- 육지민 : 미시 역
- 박세레나 : 지호엄마 역
- 강성호 : 지호아빠 역
- 박형준 : 어린 상호 역
- 정현지 : 커트머리 역
- 김재욱 : 어린 지호 역
- 정재호 : 의사 역
- 김미선 : 윤지 역
- 홍창현 : 올레지기 역
- 백선아: 식당주인 역
- 신연수 : 아저씨 역
- 김재훈 : 남학생 1 역
- 문창준 : 남학생 2 역
- 김병아 : 여학생 역
- 지상은 : 헌병 역
- 조형우 : 행정관 역
- 박진수 : 골프장 손님 역
- 최덕호 : 농구남학생 역

## 같이 보기
- 2018년 대한민국의 영화 목록